# ねがお
「ねがお」は、Aqua Timezの5作目の配信限定シングル。2015年5月6日に配信開始。

## 概要
前作「さくら道」に続く3か月連続配信限定シングルの第二弾。

## 収録曲
1. ねがお [4:46]

| スタブアイコン | サブスタブ | この項目は、まだ閲覧者の調べものの参照としては役立たない、シングルに関連した書きかけの項目です。この項目を加筆・訂正などしてくださる協力者を求めています（P:音楽/PJ:楽曲）。 |